# Tonadico
Tonadico é uma comuna italiana da região do Trentino-Alto Ádige, província de Trento, com cerca de 1.413 habitantes. Estende-se por uma área de 89 km², tendo uma densidade populacional de 16 hab/km². Faz fronteira com Falcade (BL), Moena, Canale d'Agordo (BL), Canale d'Agordo (BL), Taibon Agordino (BL), Predazzo, Siror, Voltago Agordino (BL), Gosaldo (BL), Sagron Mis, Transacqua, Fiera di Primiero.

## Cidades irmãs
- Piraquara, Paraná, Brasil [4]